# 秋田県の図書館一覧
秋田県の図書館一覧（あきたけんのとしょかんいちらん）とは、秋田県にある図書館・図書室を市部・郡部別にまとめたものである（学校図書館を除く）。

## 市部

### 秋田市
- 秋田県立図書館
- 秋田市立図書館
  - 秋田市立中央図書館明徳館
    - 秋田市立中央図書館明徳館河辺分館

  - 秋田市立土崎図書館
  - 秋田市立新屋図書館
  - 秋田市立雄和図書館
  - 秋田市立移動図書館（イソップ号）
- 秋田大学附属図書館
  - 秋田大学附属図書館 中央図書館
  - 秋田大学附属図書館 医学図書館
- 秋田県立大学図書・情報センター（秋田キャンパス）
- 秋田公立美術大学附属図書館
- 国際教養大学中嶋記念図書館
- 聖園学園短期大学図書館
- 聖霊女子短期大学図書館
- 日本赤十字東北看護大学図書館
- ノースアジア大学附属図書館

### 能代市
- 能代市立図書館
  - 能代市立能代図書館
  - 能代市立二ツ井図書館
- 秋田県立大学木材高度加工研究所図書室

### 横手市
- 横手市立図書館
  - 横手市立横手図書館
  - 横手市立増田図書館
  - 横手市立平鹿図書館
  - 横手市立雄物川図書館
  - 横手市立大森図書館
  - 横手市立十文字図書館
  - 大雄図書室
  - 山内図書室

### 大館市
- 大館市図書館
  - 大館市立栗盛記念図書館
  - 大館市立花矢図書館
  - 大館市立田代図書館
  - 大館市立比内図書館
- 秋田看護福祉大学附属図書館

### 男鹿市
- 男鹿市立図書館

### 湯沢市
- 湯沢市立図書館
  - 湯沢市立湯沢図書館
  - 湯沢市立雄勝図書館
- 湯沢市稲川カルチャーセンター

### 鹿角市
- 鹿角市立図書館
  - 鹿角市立花輪図書館
  - 鹿角市立立山文庫継承十和田図書館

### 由利本荘市
- 由利本荘市図書館
  - 由利本荘市中央図書館
  - 由利本荘市岩城図書館
  - 由利本荘市由利図書館
- 秋田県立大学図書・情報センター（本荘キャンパス）

### 潟上市
- 潟上市図書館
  - 潟上市図書館昭和分館
  - 潟上市図書館飯田川分館
  - 潟上市図書館追分分館

### 大仙市
- 大仙市立図書館
  - 大仙市立大曲図書館
  - 大仙市立協和図書館
  - 大仙市立西仙北図書館
  - 大仙市立神岡図書館
  - 大仙市立仙北図書館
  - 大仙市立南外図書館
  - 大仙市立太田図書館
  - 大仙市立中仙図書館

### 北秋田市
- 北秋田市図書館
  - 北秋田市鷹巣図書館
  - 北秋田市森吉図書館

### にかほ市
- にかほ市立図書館 こぴあ
  - 仁賀保分館
  - 象潟分館

### 仙北市
- 仙北市立図書館
  - 仙北市総合情報センター・学習資料館
  - 仙北市立田沢湖図書館

## 郡部

### 鹿角郡
小坂町
- 小坂町立小坂図書館

### 北秋田郡
上小阿仁村
- 上小阿仁村立図書館

### 山本郡
藤里町
- 藤里町三世代交流館

三種町
- 三種町琴丘公民館
- 三種町山本公民館
- 三種町八竜公民館
- 橋本五郎文庫[※ 1]

八峰町
- 八峰町文化交流センター
- 八峰町峰浜地区文化交流センター

### 南秋田郡
五城目町
- 五城目町中央公民館

八郎潟町
- 八郎潟町立図書館

井川町
- 井川町公民館

大潟村
- 大潟村公民館
- 秋田県立大学図書・情報センター（大潟キャンパス）

### 仙北郡
美郷町
- 美郷町学友館

### 雄勝郡
羽後町
- 羽後町立図書館

東成瀬村
- 東成瀬村公民館